# Ipomoea orizabensis
Espèce
Ipomoea orizabensis, le jalap fusiforme ou scammonée du Mexique, est une espèce de plantes dicotylédones de la famille des Convolvulaceae, tribu des Ipomoeeae, originaire du Mexique et d'Amérique centrale.
C'est une plante médicinale, inscrite à la pharmacopée française XIe édition - Liste A, dont les parties utilisées sont les racines et la résine.

## Description
Ipomoea orizabensis est une plante herbacée vivace, au port grimpant ou parfois prostré. les  tiges, volubile, sont plus ou moins lignifiées, ramifiées, glabres à pubescentes. Les feuilles, ovales, entières ou lobées (3 à 5 lobes), à l'apex aigu, acuminé, font de 4 à 13 (16,5) cm de long sur 3 à 10 (14) cm de large.

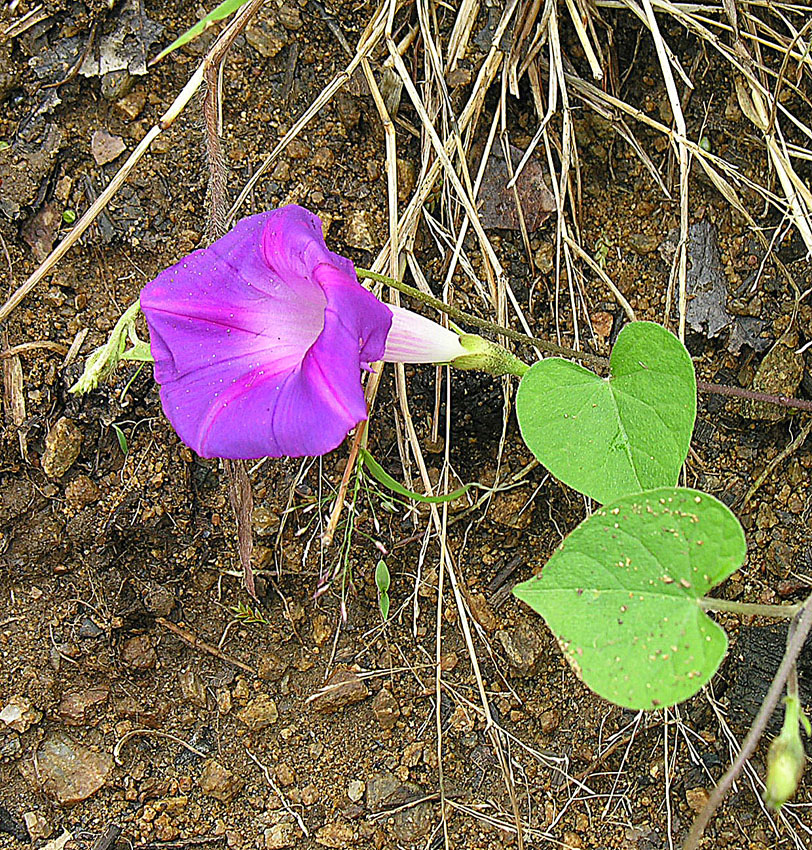
Fleur.

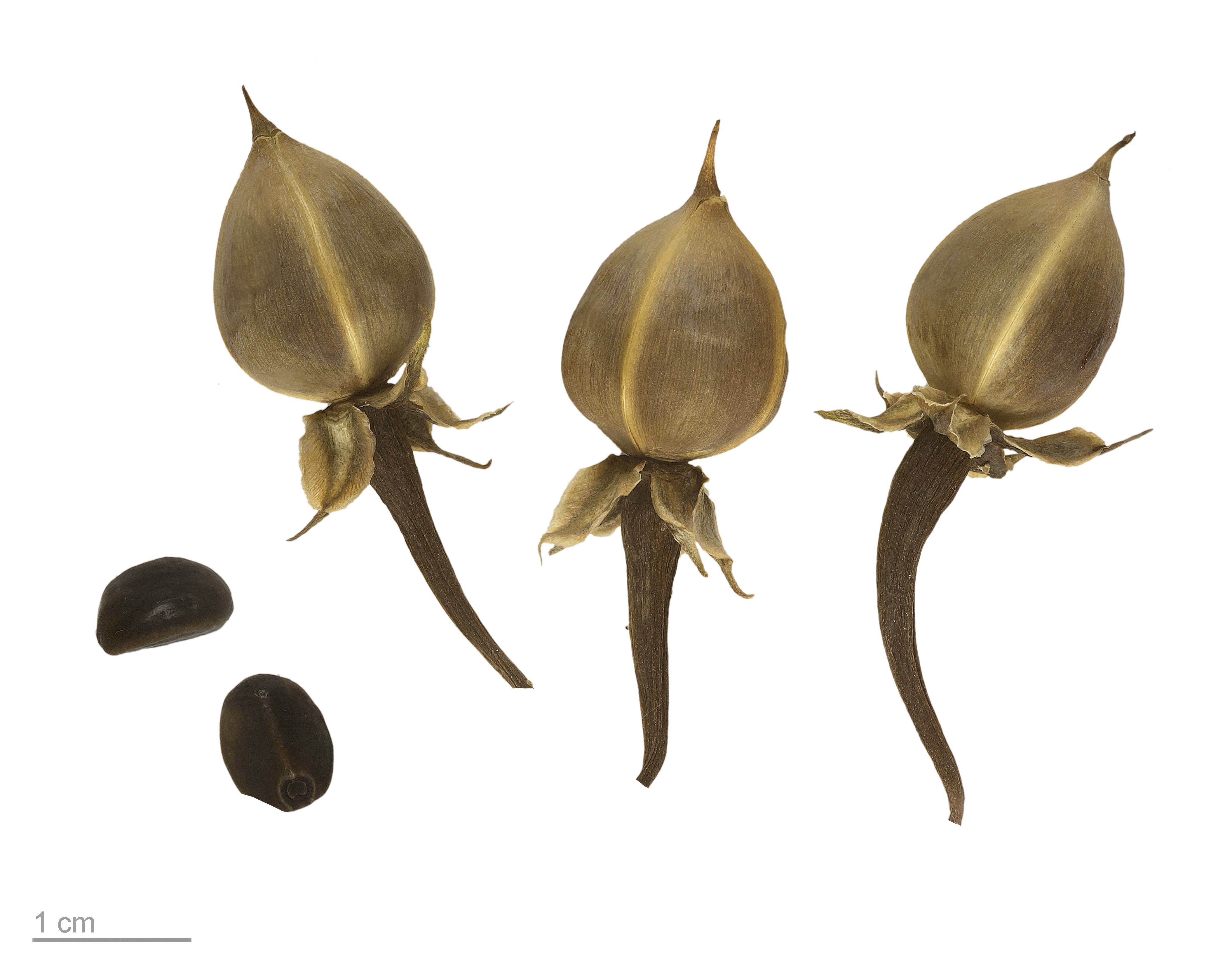
Ipomoea orizabensis - Muséum de Toulouse

L'inflorescence compte de 1 à 5 fleurs. les fleurs ont des sépales subégaux, oblongs-lancéolés à ovales-elliptiques, de 8 à 15 mm de long. La corolle est en forme d'entonnoir (infundibuliforme), parfois subcampanulée, de 5 à 9 cm de long, de couleur bleu-rougeâtre, rose, rouge vineux à écarlate, avec le tube généralement blanc ou tout au moins plus clair.
Le fruit est une capsule globuleuse à subglobuleuse. Il contient 4 graines, subglobuleuses, pubérulentes ou glabres,.

## Distribution et habitat
L'aire de répartition d’Ipomoea orizabensis s'étend depuis le nord du Mexique (dans les États de Sinaloa, Coahuila, Nuevo León, Tamaulipas, Durango, San Luis Potosí, Guanajuato, Querétaro, Hidalgo, Nayarit, Jalisco, Michoacán, México, District fédéral, Morelos, Puebla, Tlaxcala, Veracruz, Oaxaca, Chiapas), jusqu'au Guatemala et au Honduras, en Amérique centrale,,.
Cette espèce est très commune dans les régions boisées tempérées, principalement dans les chênaies et les pinèdes, mais elle se rencontre aussi dans les forêts tropicales de feuillus, les prairies et les forêts de nuage, en particulier dans la végétation secondaire correspondante, à des altitudes comprises entre 1000 et 2800 mètres. Elle fleurit de juillet à novembre,.

## Taxinomie
L'espèce, Ipomoea orizabensis, a été décrite et publiée pour la première fois  en 1840 dans Nomenclator Botanicus. Editio secunda, 1: 818.

### Synonymes
Selon The Plant List (4 janvier 2021) :
- Convolvulus orizabensis G. Pelletan (basionyme)
- Convolvulus sanguineus Willd. ex Roem. & Schult.
- Ipomoea longipedunculata (M. Martens & Galeotti) Hemsl
- Ipomoea serotina (DC.) Roem. & Schult.
- Ipomoea tyrianthina Lindl.
- Pharbitis longipedunculata M. Martens & Galeotti
- Pharbitis serotina (DC.) Choisy
- Pharbitis tyrianthina (Lindl.) Hook.
- Quamoclit serotina (DC.) G. Don

### Variétés
Selon World Checklist of Selected Plant Families (WCSP) (4 janvier 2021) :
- Ipomoea orizabensis var. austromexicana J.A.McDonald (2001)
- Ipomoea orizabensis var. collina (House) J.A.McDonald (2001)
- Ipomoea orizabensis var. novogaliciana J.A.McDonald (2001)
- Ipomoea orizabensis var. orizabensis

## Composition chimique et propriétés
On a isolé des racines de cette espèce plusieurs glycorésines : 
- la scammonine I, glycolipide complexe actif contre les staphylocoques résistants à la méthicilline,
- la scammonine II  et les orizabines V à VII, qui sont faiblement cytotoxiques (DE50 4-20 µg/ml) contre le carcinome épidermoïde oral humain,
- les orizabines I-IV, utiles comme laxatifs,
- l'orizabine VIII, qui présente une faible cytotoxicité contre le carcinome du côlon et
- les orizabines IX à XI, qui présentaient une activité cytotoxique (DE50 1-5 µg/ml) contre le carcinome épidermoïde oral mais présentaient une faible cytotoxicité contre le carcinome du côlon, et des lignées cellulaires du carcinome squameux du col de l'utérus et du cancer de l'ovaire (DE50 4-20 µg/mL) .

Ces glycolipides contiennent une lactone macrocyclique intramoléculaire.